# Wyspa Czirikowa
Wyspa Czirikowa (ang. Chirikof Island) – niezamieszkana wyspa na Zatoce Alaska (Ocean Spokojny), w archipelagu Kodiak, położona około 150 km na południowy zachód od wyspy Kodiak. Wyspa należy do okręgu administracyjnego Kodiak Island, w stanie Alaska (Stany Zjednoczone). Liczy około 18 km długości.
Wyspa zamieszkana była przez człowieka od około 300 roku p.n.e. W 1741 roku odkryta została przez uczestników rosyjskiej wyprawy badawczej pod przewodnictwem Vitusa Beringa i Aleksieja Czirikowa. Nazwę upamiętniającą tego ostatniego nadał wyspie w 1794 roku George Vancouver. W XIX wieku na wyspie znajdowała się osada zamieszkana przez rosyjskich i europejskich osadników oraz ludność rdzenną (Alutiiq, Tlingit), łącznie około 60–100 osób. Trudnili się m.in. polowaniem na wydry morskie, z których pozyskiwano futra. Wyspa przeszła w posiadanie Stanów Zjednoczonych w wyniku zakupu Alaski w 1867 roku. W 1887 roku podjęto hodowlę lisów polarnych, zaintrodukowano stanowiące ich pokarm nornice. Również w XIX wieku na wyspie rozpoczęto hodowlę bydła, prowadzoną do końca XX wieku. W 1980 roku wyspa została włączona do rezerwatu przyrody Alaska Maritime National Wildlife Refuge. Opuszczona przez człowieka, współcześnie zamieszkana jest przez zdziczałe stada bydła (około 725 osobników w 2003 roku, 2024 osobników w 2014 roku). Na początku XXI wieku agencja rządowa U.S. Fish and Wildlife Service podjęła działania na rzecz usunięcia bydła z wyspy w celu odtworzenia jej pierwotnego ekosystemu; wstrzymane one zostały w 2016 roku.